# Aethionectes chilonarius
Aethionectes chilonarius är en skalbaggsart som beskrevs av Guignot 1948. Aethionectes chilonarius ingår i släktet Aethionectes och familjen dykare. Inga underarter finns listade i Catalogue of Life.